# Ambitious (Superflyの曲)
「Ambitious」（アンビシャス）は、Superflyの25枚目のシングル。

## 解説
本作は、前作｢Gifts｣から約9ヶ月ぶりのシングルとなる。
- ｢Ambitious｣は、TBS系 火曜ドラマ『わたし、定時で帰ります。』のエンディングテーマとなっている。
- 「覚醒」「氷に閉じこめて」は映画『プロメア』のW主題歌となっている。
- 初回限定盤には、これまで出演した夏フェスの中から厳選した映像が『The Greatest Rook Festival Parformances』として収録されている。
- 初回限定盤、初回限定特装盤を購入すると、｢Superfly Arena Tour 2019 "0"｣のライブチケット、｢Ambitious｣のアナログレコードが当たる応募用紙が封入された。

## 収録曲
1. Ambitious (4:32)　作詞：越智志帆・jam	作曲：越智志帆
  - TBS系 火曜ドラマ『わたし、定時で帰ります。』主題歌
2. 覚醒 (4:15)
  - 映画『プロメア』主題歌
3. 氷に閉じこめて (4:30)
  - 映画『プロメア』エンディング主題歌

### 初回限定盤映像
『The Greatest Rook Festival Parformances』
1. Hi-Five (rockin'on presents ROCK IN JAPAN FESTIVAL 2009)
2. 恋する瞳は美しい (FUJI ROCK FESTIVAL'10)
3. Dancing On The Fire (FUJI ROCK FESTIVAL'10)
4. Free Planet (GIRL ROCK FESTIVAL 01)
5. スローバラード/"the day＆Soul Sister "SHIHO (RISING SUN ROCK FESTIVAL 2012 in EZO)
6. Wildflower (SPACE SHOWER TV 25TH ANNIVERSARY SWEET LOVE SHOWER 2014)
7. タマシイレボリューション (rockin'on presents ROCK IN JAPAN FESTIVAL 2018)
8. Beautiful (SPACE SHOWER SWEET LOVE SHOWER 2018)
9. Fall (SPACE SHOWER SWEET LOVE SHOWER 2018)
10. Alright!! (tv asahi DREAM FESTIVAL 2018)